# Прапор Волноваського району
Пра́пор Волнова́ського райо́ну — офіційний символ Волноваського району Донецької області, затверджений 20 листопада 2001 року рішенням № 3/17-393 сесії Волноваської районної ради.

## Опис
Прапор — прямокутне полотнище, що має співвідношенням сторін 2:3 і складається з 5 смуг блакитного й жовтого кольорів поперемінно. Смуги розділені хвилеподібно у співвідношенні 10:2:1:1:2.